# Petrova Ravan
Petrova Ravan (en serbe cyrillique : Петрова Раван) est un village du centre du Monténégro, dans la municipalité de Kolašin.

## Démographie

### Évolution historique de la population
| 1948 | 1953 | 1961 | 1971 | 1981 | 1991 | 2003 |
| ---- | ---- | ---- | ---- | ---- | ---- | ---- |
| 260  | 306  | 305  | 258  | 182  | 117  | 61   |